# Scopula syriacata
Scopula syriacata är en fjärilsart som beskrevs av Neuburger 1904. Scopula syriacata ingår i släktet Scopula och familjen mätare. Inga underarter finns listade.